# ミラクルヴィーナス
『ミラクル☆ヴィーナス』（MIRACLE☆VENUS）は、2014年4月4日から2015年9月25日までTNCにて放送されていた深夜バラエティ番組。パチンコ・パチスロホール「ヴィーナスギャラリー・スロパラ」を経営しているみぞえグループの株式会社イクティスが制作している番組である。全75回。

## 番組概要
ゴリけんと山口たかしの二人がメインMCの「パチンコ・パチスロ・街遊びバラエティ」で『ヴィーナスTV』の後番組として放送局をTVQからTNCに変えて番組開始。「福岡をあそぼう!」をテーマに、
1. 観ている人も共演者も楽しめる
2. 新しいものを創造するチカラ
3. 街をアミューズメントパークにする

3つのコンセプトで独自のルールで遊ぶ・街を楽しむ企画で、出演者が真面目に“遊び”を体感した。合言葉は『街はでっかいアミューズメントパーク』。

## 出演者
- メインMC：ゴリけん、山口たかし
- レギュラー：虹色ヴィーナス
- 準レギュラー:吉川貴司

## 特別番組
- 2014年12月19日25時20分から「ミラクル☆ヴィーナス　ミラクルおこしますXmas Special」（90分拡大版）として放送した。
- 2015年3月20日25時20分から「ミラクル☆ヴィーナス　もうすぐ新学期１時間ＳＰ」として放送した。